# Santa María Huazolotitlán (kommun)
Santa María Huazolotitlán är en kommun i Mexiko.   Den ligger i delstaten Oaxaca, i den sydöstra delen av landet, 400 km söder om huvudstaden Mexico City.
Följande samhällen finns i Santa María Huazolotitlán:
- Santa María Huazolotitlan
- José María Morelos
- Barrio Ñucahua
- Cerro el Chivo
- La Cobranza
- Barrio Chico